# Liste der Bodendenkmäler in Dießen am Ammersee
Auf dieser Seite sind die Bodendenkmäler in dem oberbayerischen Markt Dießen am Ammersee zusammengestellt. Diese Tabelle ist eine Teilliste der Liste der Bodendenkmäler in Bayern. Grundlage ist die Bayerische Denkmalliste, die auf Basis des Bayerischen Denkmalschutzgesetzes vom 1. Oktober 1973 erstmals erstellt wurde und seither durch das Bayerische Landesamt für Denkmalpflege geführt wird. Die folgenden Angaben ersetzen nicht die rechtsverbindliche Auskunft der Denkmalschutzbehörde.

## Bodendenkmäler in Dießen am Ammersee

### GemarkungBayerdießen
| Lage       | Objekt                                                                  | Akten-Nr.     | Bild |
| ---------- | ----------------------------------------------------------------------- | ------------- | ---- |
| (Standort) | Straße der römischen Kaiserzeit (Teilstück der Trasse Gauting–Kempten). | D-1-8032-0132 |      |

### GemarkungDettenhofen
| Lage                            | Objekt | Akten-Nr.     | Bild           |
| ------------------------------- | --- | ------------- | -------------- |
| St.-Martin-Straße 15 (Standort) | Untertägige mittelalterliche und frühneuzeitliche Befunde im Bereich der katholischen Filialkirche St. Martin in Dettenhofen und ihres Vorgängerbaus. | D-1-8032-0139 | weitere Bilder |
| (Standort)                      | Abgegangene Kirche des späten Mittelalters (St. Johann auf der Bergerin) mit frühneuzeitlicher Eremitenklause und aufgelassenem Friedhof.             | D-1-8032-0151 |                |
| (Standort)                      | Villa rustica der römischen Kaiserzeit. | D-1-8032-0016 |                |

### GemarkungDettenschwang
| Lage                        | Objekt | Akten-Nr.     | Bild                                                      |
| --------------------------- | --- | ------------- | --------------------------------------------------------- |
| (Standort)                  | Untertägige spätmittelalterliche und frühneuzeitliche Befunde im Bereich der katholischen Pfarrkirche St. Nikolaus in Dettenschwang.                                                      | D-1-8032-0109 |                                                           |
| Schmiedstraße 34 (Standort) | Untertägige frühneuzeitliche Befunde im Bereich der katholischen Kapelle Maria Einsiedeln bei Dettenschwang.                                                                              | D-1-8032-0149 | weitere Bilder                                            |
| (Standort)                  | Burgstall mit Turmhügel des hohen Mittelalters. | D-1-8031-0021 |                                                           |
| (Standort)                  | Verebneter Grabhügel vorgeschichtlicher Zeitstellung. | D-1-8031-0082 |                                                           |
| (Standort)                  | Untertägige frühneuzeitliche Befunde im Bereich der katholischen Kapelle in Wolfgrub. | D-1-8031-0170 | weitere Bilder                                            |
| (Standort)                  | Untertägige mittelalterliche und frühneuzeitliche Befunde im Bereich der ehemaligen Klosterschwaige und des Jagdschlosses in Abtsried mit abgegangener katholischen Kapelle St. Wendelin. | D-1-8032-0117 | Untertägige mittelalterliche und frühneuzeitliche Befunde |
| (Standort)                  | Körpergräber des frühen Mittelalters. | D-1-8032-0021 |                                                           |
| (Standort)                  | Grabhügel vorgeschichtlicher Zeitstellung. | D-1-8032-0106 |                                                           |

### Gemarkung Dießen am Ammersee
| Lage                              | Objekt | Akten-Nr.     | Bild           |
| --------------------------------- | --- | ------------- | -------------- |
| (Standort)                        | Untertägige mittelalterliche und frühneuzeitliche Befunde im Bereich des ehemaligen Augustinerchorherrenstifts Dießen am Ammersee mit katholischer Pfarrkirche Mariä Himmelfahrt, Vorgängerbauten von Kirche und Kloster und zugehörigem Klosterfriedhof. | D-1-8032-0022 | weitere Bilder |
| Prinz-Ludwig-Straße 21 (Standort) | Untertägige frühneuzeitliche Befunde im Bereich der katholischen Kapelle St. Joseph in Dießen am Ammersee | D-1-8032-0142 | weitere Bilder |
| Johannisstraße 29 (Standort)      | Untertägige frühneuzeitliche Befunde im Bereich der katholischen Friedhofskirche St. Johann in Dießen am Ammersee und ihres Vorgängerbaus. | D-1-8032-0114 | weitere Bilder |
| (Standort)                        | Untertägige mittelalterliche und frühneuzeitliche Befunde im Bereich der katholischen Filialkirche St. Alban in Sankt Alban und ihres Vorgängerbaus. | D-1-8032-0112 | weitere Bilder |
| (Standort)                        | Siedlung vor- und frühgeschichtlicher Zeitstellung. | D-1-8032-0121 |                |

### GemarkungObermühlhausen
| Lage                       | Objekt | Akten-Nr.     | Bild           |
| -------------------------- | --- | ------------- | -------------- |
| (Standort)                 | Untertägige spätmittelalterliche und frühneuzeitliche Befunde im Bereich der katholischen Filialkirche St. Peter und Paul in Obermühlhausen.                                                                          | D-1-8031-0130 | weitere Bilder |
| (Standort)                 | Verebneter Grabhügel vorgeschichtlicher Zeitstellung. | D-1-8031-0022 |                |
| (Standort)                 | Verebnete Grabhügel mit Bestattungen der Bronzezeit. | D-1-8031-0024 |                |
| (Standort)                 | Grabhügel mit Bestattungen des Endneolithikums (Schnurkeramik) und der Hallstattzeit. | D-1-8031-0051 |                |
| Unterbeuern 3 a (Standort) | Untertägige mittelalterliche und frühneuzeitliche Befunde im Bereich der katholischen Kapelle St. Magnus in Unterbeuern und ihres Vorgängerbaus sowie Tuffplatten- und Körpergräber des frühen und hohen Mittelalters | D-1-8032-0015 | weitere Bilder |
| (Standort)                 | Verebneter Grabhügel vorgeschichtlicher Zeitstellung. | D-1-8032-0014 |                |
| (Standort)                 | Körpergräber des frühen Mittelalters | D-1-8032-0036 |                |

### GemarkungRieden am Ammersee
| Lage       | Objekt | Akten-Nr.     | Bild           |
| ---------- | --- | ------------- | -------------- |
| (Standort) | Untertägige mittelalterliche und frühneuzeitliche Befunde im Bereich der katholischen Kapelle St. Georg in Rieden am Ammersee. | D-1-8032-0122 | weitere Bilder |
| (Standort) | Straße der römischen Kaiserzeit (Teilstück der Trasse Brenner–Augsburg).                                                       | D-1-8032-0004 |                |
| (Standort) | Untertägige frühneuzeitliche Befunde im Bereich der katholischen Kapelle Mariä Heimsuchung in Bierdorf.                        | D-1-8032-0111 | weitere Bilder |
| (Standort) | Untertägige frühneuzeitliche Befunde im Bereich der katholischen Kapelle St. Anna in Romenthal und ihres Vorgängerbaus.        | D-1-8032-0136 | weitere Bilder |
| (Standort) | Verebneter Burgstall des hohen oder späten Mittelalters.                                                                       | D-1-8032-0005 |                |
| (Standort) | Verebneter Burgstall des hohen oder späten Mittelalters                                                                        | D-1-8032-0089 |                |
| (Standort) | Straße der römischen Kaiserzeit (Teilstück der Trasse Augsburg–Brenner).                                                       | D-1-8032-0099 |                |

### GemarkungSt. Georgen
| Lage                           | Objekt | Akten-Nr.     | Bild           |
| ------------------------------ | --- | ------------- | -------------- |
| (Standort)                     | Untertägige frühneuzeitliche Befunde im Bereich der katholischen Kapelle Maria Schnee bei Bischofsried. | D-1-8032-0134 | weitere Bilder |
| Am Kirchsteig 13 (Standort)    | Untertägige frühneuzeitliche Befunde im Bereich der katholischen Kapelle Heilig Kreuz in Sankt Georgen. | D-1-8032-0150 | weitere Bilder |
| St.-Georg-Straße 12 (Standort) | Untertägige mittelalterliche und frühneuzeitliche Befunde im Bereich der katholischen Filialkirche St. Georg in Sankt Georgen und ihren Vorgängerbauten mit abgegangenem früh- und hochmittelalterlichem Kanonikerstift. | D-1-8032-0116 | weitere Bilder |
| (Standort)                     | Archäologische Befunde einer Fayence-Hafnerei der frühen Neuzeit (1679–1726) mit Werkstatthaus und Abfallgruben. | D-1-8032-0115 |                |
| (Standort)                     | Burgstall des hohen Mittelalters (Schönenberg). | D-1-8032-0107 |                |
| (Standort)                     | Burgstall des hohen Mittelalters (Schatzberg bzw. Iringsberg). | D-1-8032-0010 |                |
| (Standort)                     | Verebnete Grabhügel vorgeschichtlicher Zeitstellung. | D-1-8032-0031 |                |
| (Standort)                     | Abgegangene Hammerschmiede der frühen Neuzeit. | D-1-8032-0105 |                |

## Nicht zugeordnet
| Lage       | Objekt | Akten-Nr.     | Bild |
| ---------- | --- | ------------- | ---- |
| (Standort) | Straße der römischen Kaiserzeit (Teilstück der Trasse Augsburg–Brenner).                                        | D-1-7932-0104 |      |
| (Standort) | Erdstall des hohen Mittelalters.                                                                                | D-1-8032-0094 |      |
| (Standort) | Abgegangene Kirche des Mittelalters und der frühen Neuzeit (St. Martin in Hädern) mit zugehörigem Pestfriedhof. | D-1-8032-0153 |      |
| (Standort) | Abschnittsbefestigung vor- und frühgeschichtlicher Zeitstellung.                                                | D-1-8032-0165 |      |
| (Standort) | Abgegangene Kapelle der frühen Neuzeit (St. Antonius).                                                          | D-1-8032-0166 |      |